# Sekula Drljević
Sekula Drljević (Ravni, 7 settembre 1884 – Judenburg, 10 novembre 1945) è stato un politico fascista montenegrino ed il più noto dei simpatizzanti nazisti in Montenegro.

## Biografia
Inizialmente schierato su posizioni filo-serbe, sostenne l'ingresso in guerra del Montenegro in alleanza con la Serbia durante la prima guerra mondiale. Dopo l'unificazione con la Serbia nel 1918, Drljević per lavoro si trasferì in Croazia, dove collaborò coi gruppi fascisti di Ante Pavelić con cui era entrato in contatto. Drljević sviluppò sotto l'influenza croata l'idea di realizzare una nazione montenegrina indipendente, federata con la Croazia e l'Albania (quest'ultima inclusa perché, secondo la tesi del nazionalismo croato, gli albanesi derivano da un'antica stirpe d'origine croata).
Dopo lo smantellamento della Jugoslavia da parte delle potenze dell'Asse 1941, l'azione politica di Mussolini portò alla nascita, il 13 luglio dello stesso anno, del Regno indipendente di Montenegro; i partigiani (in parte comunista, alcuni pro-serbi monarchici) si ribellarono ma la loro azione non ebbe esiti. Drljević già il giorno seguente lasciò il Montenegro per tornare in Croazia, dove lavorò come propagandista al servizio di Pavelić. Egli divenne editore del giornale Graničar fascista (le guardie di frontiera), in cui veniva lodata la politica di Adolf Hitler, e fondò nel 1944 con sette uomini l'assemblea popolare, una sorta di governo fascista in esilio.
Nel 1944 uscì anche il suo libro "Chi sono i serbi?", in cui cercava di dimostrare come i serbi per lunghi secoli avessero destabilizzato i Balcani. Sekula Drljević venne ucciso insieme a sua moglie nell'autunno del 1945 a Judenburg, in Austria, da un partigiano.
Una parte dei sostenitori dell'indipendenza del Montenegro ha riabilitato alcuni aspetti dell'eredità di Sekula Drljević. Con l'introduzione dell'attuale inno nazionale del Montenegro, è stata adottata una versione riarrangiata del testo della canzone patriottica montenegrina " Oj, svijetla majska zoro", con le aggiunte di Drljević.